# Bertil Roos
  Bertil Roos    (Göteborg, 12 d'octubre de 1943 - East Stroudsburg, 31 de març de 2016) va ser un pilot de curses automobilístiques suec que va arribar a disputar curses de Fórmula 1.

## A la F1
Bertil Roos va debutar a la setena cursa de la temporada 1974 (la 25a temporada de la història) del campionat del món de la Fórmula 1, disputant el 9 de juny del 1974 el GP de Suècia al circuit d'Anderstorp.
Va participar en una única cursa de F1, no finalitzant la cursa per problemes mecànics en la transmissió del seu monoplaça, no assolí cap punt pel campionat del món de pilots.

## Resultats a la Fórmula 1
| Any  | Equip                  | Xassís | Motor    | 1   | 2   | 3   | 4   | 5   | 6   | 7       | 8   | 9   | 10  | 11  | 12  | 13  | 14  | 15  | Posició | Punts |
| ---- | ---------------------- | ------ | -------- | --- | --- | --- | --- | --- | --- | ------- | --- | --- | --- | --- | --- | --- | --- | --- | ------- | ----- |
| 1974 | UOP Shadow Racing Team | Shadow | Cosworth | ARG | BRA | SUD | ESP | BEL | MON | SUE Ret | HOL | FRA | GBR | ALE | AUT | ITA | CAN | USA | -       | 0     |

### Resum
| Curses: | Victòries: | Pòdiums: | Poles: | Voltes ràpides: | Punts: |
| ------- | ---------- | -------- | ------ | --------------- | ------ |
| 1       | 0          | 0        | 0      | 0               | 0      |